# Amerila alberti
Amerila alberti là một loài bướm đêm thuộc phân họ Arctiinae, họ Erebidae.